# Молокович, Марина Федосовна
Марина Федосовна Молокович (август 1903, деревня Зуборевичи, Бобруйский уезд, Минская губерния, Российская империя — сентябрь 1943, Минск, БССР) — белорусская подпольщица времен Великой Отечественной войны. Награждена орденом Отечественной войны II степени.

## Биография
Родилась в 1903 году в дер. Зуборевичи (ныне Глусский район, Могилёвская область, Республика Беларусь). Марина в семье была 13-м ребёнком из 17.
В 1924—1927 годах работала председателем пионерской организации Глусского райкома, позже Жлобинского и Бобруйского.
В 1927—1932 годах училась в Академии коммунистического воспитания имени Н. К. Крупской в Москве.
В 1932—1941 годах работала методистом в Белорусском институте массового заочного обучения в Минске, преподавателем в Институте советского права при КП(б)Б, преподавателем в Белорусском юридическом институте.
В июле — декабре 1941 года М. Ф. Молокович входила в подпольную группу, образованную из студентов и преподавателей Белорусского юридического института.
В декабре 1941 года направлена минским подпольем в Колодищи, где объединила усилия нескольких местных подпольных групп и возглавила единый отряд из 70 человек. К концу 1942 года группа колодищанских подпольщиков совершила ряд успешных диверсий и развернула более масштабную агитационную деятельность.
В 1943 году при участии М. Ф. Молокович удалось завербовать офицера немецких военно-воздушных сил Карла Круга, который присоединился к партизанскому отряду «Дяди Коли». В результате советское командование получило точную информацию о расположении 32 вражеских аэродромов, системах ПВО, количестве самолётов по всему центральному участку фронта. Также, помимо хищения у врага оружия, боеприпасов и медикаментов, отряду Молокович удалось эвакуировать из Минска к партизанам, а после и переправить за линию фронта ряд деятелей науки (в том числе историка Н. М. Никольского и профессора строительной механики А. А. Кравцова).
В августе 1943 года Марина Молокович была схвачена сотрудниками гестапо. После пыток расстреляна, точное место захоронения неизвестно.

## Память
Имя М. Ф. Молокович названы улицы в Минске и Колодищах.
С 15 апреля 2016 года имя М. Ф. Молокович носит школа № 63 города Минска, на фасаде школы установлена мемориальная доска.